# Jacques Le Goff
Jacques Le Goff (Tolone, 1º gennaio 1924 – Parigi, 1º aprile 2014) è stato uno storico francese, studioso della storia e della sociologia del Medioevo, tra i più autorevoli studiosi nel campo della ricerca agiografica.

## Biografia
Nato in una famiglia modesta da padre bretone e da madre provenzale di origine italiana, studiò a Marsiglia ed in seguito a Parigi al lycée Louis-le-Grand e presso l'École normale supérieure.
Insegnò al liceo Louis-Thuillier d'Amiens, e quindi si dedicò alla ricerca entrando nel 1960 all'École pratique des hautes études di Parigi, diventandone direttore due anni più tardi.
Fu docente nelle Università di Lilla e Parigi.
Autore di molti saggi di storia medioevale, pubblicò nel 1957 Gli intellettuali del Medioevo, nel 1967 Il basso medioevo, nel 1964 La civiltà dell'Occidente medioevale, nel 1976 Mercanti e banchieri del Medioevo, nel 1977 Tempo della Chiesa e tempo del mercante, nel 1982 La nascita del Purgatorio e Intervista sulla storia, nel 1983 Il meraviglioso e il quotidiano nell'Occidente medioevale, quest'ultimo una raccolta di saggi dati alle stampe in periodi differenti: alcuni suoi lavori sono ancora inediti.
Collaborò alla Storia d’Italia edita da Einaudi mediante il saggio L'Italia nello specchio del Medioevo del 1974. Nel 1980  curò i volumi La nuova storia della Mondadori e nel 1981 Fare storia dell'Einaudi e Famiglia e parentela nell'Italia medievale del Mulino. Nel 1987 ricevette la menzione speciale della Giuria del Premio Internazionale Città di Ascoli Piceno. Nel 1993 iniziò a dirigere la collana Fare l'Europa, pubblicata contemporaneamente da cinque editori: C. H. Beck Verlag, di Monaco (Germania), Basil Blackwell di Oxford (Regno Unito), Editorial Crítica di Barcellona (Spagna), Laterza di Roma-Bari (Italia), Éditions du Seuil di Parigi (Francia).
Nel mese di ottobre dell'anno 2000 ricevette le lauree honoris causa dall'Università degli Studi di Roma "La Sapienza", dall'Università degli Studi di Parma e dall'Università degli Studi di Pavia; inoltre, venne insignito della cittadinanza onoraria di Fidenza.
Parlava correntemente, oltre che il francese, l'inglese, l'italiano, il tedesco ed il polacco.

## Tempo della Chiesa e tempo del mercante, un esempio di analisi agiografica
Nel suo testo Tempo della Chiesa e tempo del mercante, pubblicato in Italia nel 1977, ha analizzato – insieme ad altri aspetti del lavoro e della cultura del Medioevo – il tema della lotta di san Marcello contro il drago traendo gli spunti dall'agiografia  scritta intorno al VI secolo da Venanzio Fortunato in Vita Sancti Marcelli. Nel capitolo X di questa opera è narrata la storia di una donna adultera, "di nobile famiglia ma di pessima fama", che, terminati i suoi giorni, venne portata al sepolcro. Dopo che la donna fu tumulata spuntò all'improvviso un enorme serpente, quasi un drago, che si mise a dilaniarne i resti con grande spavento della popolazione.
San Marcello, venuto a conoscenza del fatto, decide di andare a combattere il serpente e, sotto la guida di Cristo, riesce a domarlo. 
(Venanzio Fortunato, Vita Sancti Marcelli, X)
In questo testo agiografico dell'età merovingia si trovano segni di differenti culture. Vengono fusi elementi che appartengono a tradizioni leggendarie diverse riguardanti animali, vengono inseriti nuovi simboli cristiani e si rileva il persistere di temi che ricorrono frequentemente nelle mitologie primitive adattati al contesto cristiano, dove il nuovo eroe che protegge la comunità è il vescovo.

## Opere
- Marchands et banquiers au Moyen Âge, Presses Universitaires de France, Paris 1956.

Mercanti e banchieri nel Medioevo, D'Anna, Messina-Firenze 1976.
- Les Intellectuels au Moyen Âge, Seuil, Paris 1957.

Genio del Medioevo, trad. di Cesare Giardini, Enciclopedia Popolare, A. Mondadori, Milano 1959; ora col titolo Gli intellettuali nel Medioevo, Collana Saggi n. 29, Oscar Mondadori, Milano 1979-1985; Collana Storia n. 477, Oscar Mondadori, Milano 2008. ISBN 978-88-04-57731-7
- La civilisation de l'Occident médiéval, Arthaud, Paris 1964.

La civiltà dell'Occidente medievale, trad. di Adriana Menitoni, Collana Le Grandi Civiltà diretta da Raymond Bloch, Sansoni, Firenze 1969; Collana Biblioteca di Cultura Storica n. 142, Einaudi, Torino, 1981; Collana Piccola Biblioteca n. 444, Einaudi, Torino 1983-1994-1999-2013 ISBN 978-88-06-21791-4
- Das Hochmittelalter, Fischer Bucherei KG, Frankfurt am Main 1965.

Storia Universale. Il Basso Medioevo, trad. di Elena Vaccari Spagnol, Collana Storia Universale Feltrinelli n. XI, Feltrinelli, Milano 1967; Il Basso Medioevo, Collana Universale, Feltrinelli, Milano 1997.
- Hérésie et sociétés dans l'Europe pré-industrielle. XI-XVIII siècle: Actes du colloque de Royaumont, Mouton, Paris-La Haye 1968.
- Faire de l'histoire, sous la direction de et avec Pierre Nora, 3 voll., Gallimard, Paris 1974.

Fare storia, a cura di e con Pierre Nora, trad. di Isolina Mariani, Einaudi, Torino 1981. ISBN 88-06-05172-5
- Prefazione a David O'Connell, Les Propos de Saint Louis, Gallimard, Paris 1974.
- Storia d'Italia. L'Italia nello specchio del Medioevo, trad. di Corrado Vivanti, Collana Grandi Opere, Einaudi, Torino 1974; Collana Piccola Biblioteca. Nuova Serie: Storia e Geografia n. 73, Einaudi, Torino 2000. ISBN 88-06-15601-2
- Storia delle religioni, X, Il cristianesimo medievale, con Jules Leroy e Olivier Clément, Collana Universale n. 416, Laterza, Roma-Bari 1977.
- Famiglia e parentela nell'Italia Medievale, a cura di Georges Duby e Jacques Le Goff, Collana Problemi e Prospettiva. Serie di Storia, Il Mulino, Bologna 1977-1984.
- Pour un autre Moyen Âge. Temps, travail et culture en Occident. 18 essais, Gallimard, Paris 1977. trad.Tempo della Chiesa e tempo del mercante. Saggi sul lavoro e la cultura nel Medioevo, trad. di Mariolina Romano, Collana Paperbacks e Readers, Einaudi, Torino 1977; Collana Biblioteca n. 84, Einaudi, Torino 2000. ISBN 88-06-46128-1
- La Nouvelle Histoire, sous la direction de et avec Roger Chartier et Jacques Revel, RETZ - CEPL, Paris 1978.

La nuova storia, direzione a cura di, trad. di Tukery Capra, Collana Oscar Studio n. 81, A. Mondadori, Milano 1980. ISBN 88-04-17382-3
- La Naissance du purgatoire, Gallimard, Paris 1981.

La nascita del Purgatorio, Collana Biblioteca di Cultura Storica n. 147, Einaudi, Torino 1982; Collana Tascabili. Saggi n. 357, Einaudi, Torino 2000-2006-2010 ISBN 978-88-06-18387-5
- L'apogée de la chrétienté. v.1180-v.1330, Bordas, Paris 1982.
- Intervista sulla storia, Laterza, Roma-Bari 1982. ISBN 88-04-36652-4
- Il meraviglioso e il quotidiano nell'Occidente medievale, a cura di Francesco Maiello, trad. di Michele Sampaolo, Laterza, Roma-Bari 1983-1987. ISBN 88-420-2225-X
- L'imaginaire médiéval, Gallimard, Paris 1985.

L'immaginario medievale, Collana Quadrante n. 9, Laterza, Roma-Bari 1988. ISBN 88-420-3004-X.
- Storia e memoria, Collana Paperbacks n. 171, Einaudi, Torino 1982-1986. ISBN 88-06-59519-9
- Crise de l'urbain, futur de la ville: actes, Economica, Paris 1986.
- La bourse et la vie. Economie et religion au Moyen Age, Hachette, Evreux 1986.

La borsa e la vita. Dall'usuraio al banchiere, trad. di Sabina Addamiano, Laterza, Roma-Bari 1987. ISBN 88-420-2882-7
- Per una storia delle malattie, a cura di Jean-Charles Sournia e Jacques Le Goff, Collana Storia e Società, Dedalo, Bari 1986-1993. ISBN 88-220-0518-X
- La cucina e la tavola, presentazione di e con Jean Ferniot, Dedalo, Bari 1987. ISBN 88-220-0520-1
- L'Homme médiéval, (dir.), Seuil, Paris 1988.

L'Uomo medievale, a cura di Jacques Le Goff, Collana Storia e Società, Laterza, Roma-Bari 1988-1993. ISBN 978-88-420-4197-9
- Histoire de la France religieuse (dir., avec René Rémond), 4 volumes, Seuil, Paris 1988-1992.
- Histoire et mémoire, Gallimard, Paris 1988.
- Du silence à la parole: droit du travail-société-État, 1830-1989, Calligrammes, Paris 1989.
- L'État et les pouvoirs, (dir.), Seuil, Paris 1989.
- Jacques Le Goff: Ricerca e Insegnamento della Storia, a cura di Antonio Santoni Rugiu, La Nuova Italia, Firenze 1991. ISBN 88-221-0986-4
- Le XIII siècle: l'apogée de la chrétienté, Bordas, Paris 1992.
- La Vieille Europe et la nôtre, Seuil, Paris 1994. trad. L'Europa medievale e il mondo moderno, Laterza, Roma-Bari 1994
- Saint Louis, Gallimard, Paris 1995.

San Luigi, trad. di Aldo Serafini, Collana Biblioteca di Cultura Storica n. 215, Einaudi, Torino 1996; Collana Tascabili n. 672, Einaudi, Torino 1999; Collana Piccola Biblioteca. Nuova Serie n. 348, Einaudi, Torino 2007. ISBN 978-88-06-18431-5
- L'Europe racontée aux jeunes, Seuil, Paris 1996. trad. L'Europa raccontata ai ragazzi, Laterza, Roma-Bari 1995
- Pour l'amour des villes (en collaboration avec Jean Lebrun), Textuel, Paris 1997.
- Jacques Le Goff. Una vita per la Storia. Intervista con Marc Heurgon, trad. di Micaela Ramponi, Laterza, Roma-Bari 1997. ISBN 88-420-5180-2
- Le Moyen Âge aujourd'hui, Léopard d'Or, Paris 1998.
- Un autre Moyen Âge, Gallimard, Paris 1999.
- Dictionnaire raisonné de l'Occident médiéval (en collaboration avec Jean-Claude Schmidt), Fayard, Paris 1999. ISBN 978-2-213-60264-6
- Saint François d'Assise, Gallimard, Paris 1999.

San Francesco d'Assisi; con una postfazione di Jacques Dalarun, Collana Storia e Società, Laterza, Roma-Bari 2000. ISBN 88-42-06114-X
- Un Moyen Âge en images, Hazan, Paris 2000.

Immagini per un Medioevo, trad. di Michele Sampaolo, Collana Grandi Opere, Laterza, Roma-Bari, 2000-2003. ISBN 88-420-6168-9
- Cinq personnages d’hier pour aujourd’hui: Bouddha, Abélard, saint François, Michelet, Bloch, La Fabrique, 2001.

Cinque personaggi del passato per il nostro presente. Buddha, Abelardo, san Francesco, Michelet, Bloch, collana Minimalia, Ibis, 2002.
- Le Sacre royal à l'époque de Saint-Louis, Gallimard, Paris 2001.
- À la recherche du Moyen Âge, Louis Audibert, Paris 2003.

Alla ricerca del Medioevo; con la collaborazione di Jean-Maurice de Montremy, trad. di Amedeo De Vincentiis, Collana I Robinson/Letture, Laterza, Roma-Bari 2003. ISBN 88-42-07041-6
- Une histoire du corps au Moyen Âge (avec Nicolas Truong), Liana Lévi, Paris 2003.

Il corpo nel Medioevo; in collaborazione con Nicolas Truong; Laterza, Roma-Bari 2005. ISBN 88-42-07274-5
- Le Dieu du Moyen Âge, Bayard, Paris 2003.

Il Dio del Medioevo: conversazioni con Jean-Luc Pouthier, trad. di Renato Riccardi, Collana I Robinson/Letture, Laterza, Roma-Bari 2006. ISBN 88-42-07397-0
- L'Europe est-elle née au Moyen Âge ?, Seuil, Paris 2003.

Il Cielo sceso in terra. Le radici medievali dell'Europa, trad. di Francesco Maiello, Collana Fare l'Europa, Laterza, Roma-Bari 2004
- Un long Moyen Âge, Tallandier, Paris 2004.

Un lungo Medioevo, trad. di Mariachiara Giovannini, Collana Storia e Società n. 64, Dedalo, Bari 2006. ISBN 978-88-22-00564-9
- Héros du Moyen Âge, Le roi, le saint, au Moyen Âge, Collection Quarto, Gallimard, Paris 2004.
- Héros et merveilles du Moyen Âge, Seuil, Paris 2005.

Eroi & meraviglie del Medioevo, trad. di Carlo De Nonno, Collana I Robinson/Letture, Laterza, Roma-Bari 2005. ISBN 88-42-07768-2
- Avec Hanka, Gallimard, Paris 2008.

Con Hanka, trad. di Valentina Parlato, Laterza, Roma-Bari 2010. ISBN 978-88-42-09204-9
- Il Medioevo raccontato da Jacques Le Goff, Laterza, Roma-Bari, 2009. ISBN 978-88-42-09162-2
- Le Moyen Âge et l'argent, Perrin, Paris 2010. ISBN 978-2-262-03260-9

Lo sterco del diavolo. Il denaro nel Medioevo, trad. di Paolo Galloni, Laterza, Roma-Bari 2010. ISBN 978-88-42-09364-0
- La città medievale, Collana Storia pocket, Giunti, Firenze 2011. ISBN 978-88-09-75880-3
- À la recherche du temps sacré, Jacques de Voragine et la Légende dorée, Collection Pour l'histoire, Perrin, Paris 2011. ISBN 9782262033927

Il tempo sacro dell'uomo. La "Legenda aurea" di Jacopo da Varazze, Laterza, Roma-Bari 2012. ISBN 978-88-42-09994-9
- Il Re medievale, trad. di Lorena Camerini, Collana Storia pocket, Giunti, Firenze 2012. ISBN 978-88-09-76444-6
- Hommes et femmes du Moyen Âge (dir., avec Martin Aurell, John W. Baldwin et Michel Banniard), Collection Histoire de l'art, Flammarion, Paris 2012.

Uomini e donne del Medioevo, a cura di, trad. di Carlo De Nonno, Laterza, Roma-Bari, 2013. ISBN 978-8858108703
- Faut-il vraiment découper l'histoire en tranches?, Seuil, Paris 2014. ISBN 978-2021106053

Il tempo continuo della Storia, Laterza, Roma-Bari 2014. ISBN 978-8858113288
- Dialogo sulla storia (con Jean-Pierre Vernant), trad. di M. Sampaolo, Bari, Laterza, 2015.